# Hopea glaucescens
Espèce
Statut de conservation UICN

 VU A4c : Vulnérable
Hopea glaucescens est une espèce de plantes du genre Hopea de la famille des Dipterocarpaceae.